# McDuff (Texas)
Pour les articles homonymes, voir McDuff.
McDuff est une ancienne localité et dorénavant une ville fantôme, qui était située au nord-ouest de la ville de Bastrop dans le comté de Bastrop, au Texas central, aux États-Unis. En 1886, la ville ouvre un bureau postal, tenu par James A. Wood. La poste reste en service jusqu'en 1906. Dans les années 1890, la localité comptait environ 30 résidents. La communauté ne figure plus sur les cartes routières du comté, à partir des années 1940.

## Source de la traduction
- (en) Cet article est partiellement ou en totalité issu de l’article de Wikipédia en anglais intitulé « McDuff, Texas » (voir la liste des auteurs).